# Leipzig (região)
Leipzig, ou em sua forma portuguesa Lípsia, é uma região administrativa (Regierungsbezirke) da Alemanha. Sua capital é a cidade de Leipzig.

## Subdivisões administrativas
A região de Leipzig está dividida em 5 distritos (kreise) e uma cidade independente (kreisfreie Städte), que não pertence a nenhum distrito.
- Kreise (distritos):

1. Delitzsch
2. Döbeln
3. Leipziger Land
4. Muldentalkreis
5. Torgau-Oschatz

- Kreisfreie Städte (cidade independente):

1. Leipzig